# Chantal Joffe
Chantal Joffe (St. Albans, 5 de octubre de 1969) es una artista inglesa nacida en EE. UU. y residente en Londres. Sus pinturas, que a menudo son de gran escala, suelen estar representados mujeres y niños. En 2006, recibió el prestigioso premio Charles Wollaston de la Royal Academy of Arts.

## Trayectoria y educación
Chantal Joffe nació en St. Albans, Vermont, EE. UU. Su hermano más joven es el novelista y artista contemporáneo Jasper Joffe. Su madre, Daryll Joffe, es también artista, habiéndose centrado en las acuarelas.
Joffe realizó sus estudios en la Camberwell College of Arts (1987–88). Fue a la Glasgow School of Art de 1988 a 1991, licenciándose con matrícula de honor y recibiendo su Licenciatura en Bellas Artes. Hizo además un master en pintura del Royal College of Art, que realizó entre 1992 y 1994.
Se le otorgó asimismo el premio Delfina Studio Trust Award en 1994–96 y la Beca Abbey Scholarship (Escuela británica en Roma) en 1998–99. Joffe reside actualmente en Londres.

## Obras
Joffe se dedica fundamentalmente a pintar expresivos retratos de mujeres y niños, a menudo en gran escala, llegando incluso a los 3 m de alto. En una entrevista en 2009 con Stella McCartney, Joffe dijo, "la verdad es que me encanta pintar mujeres. Sus cuerpos, su ropa – me interesa todo sobre ellas." Entre las fuentes de sus muy personales óleos se incluyen fotos familiares, anuncios publicitarios, revistas de moda, y pornografía. Trabajando fundamentalmente a partir de su propio material fotográfico, Joffe introduce distorsiones en sus pinturas.
En la entrevista con McCartney, Joffe menciona la fotografía de Diane Arbus como una fuente de inspiración para su arte: " encuentro la fotografía cada vez más influyente. Específicamente, la de Diane Arbus, con quién he estado obsesionada toda la vida. Su trabajo tiene todo lo que pudieras desear en relación con el retrato de un ser humano."
Uno de los críticos de The Independent ha dicho sobre sus "grandes pinturas groseras" que las "pinta con una especie de control fácil – sin esfuerzo y sin terminar de pulirlas" Más adelante señala que sus pinturas pueden dar una impresión inicial de simplicidad, encanto, o infantilismo, pero "tienen un elemento inquietante que otorga a la muestra un humor extraño y amenazador."
Algunas de sus pinturas son de tal tamaño que  requieren la instalación de andamios para trabajar en ellas. Pinta a grandes y despreocupados brochazos, sin importarle ni el goteo ni los y bloques de pintura que quedan, dejando a veces visibles viejos bocetos. Un crítico señaló que "pintando las cabezas muy de cerca tiene como resultado grandes ojos torcidos y proporciones extrañas, una especie de Picasso
re-inventado en manga."
En 2006, Colette Meacher, editora de la revista británica Latest Art, describió las grandes obras de Joffe como "representaciones de la feminidad sencillamente exquisitas". Joffe a menudo busca la inspiración en modelos de moda, “fotos de amigas, el trabajo de otras artistas” e imágenes de mujeres y niños en poses realistas.
La obra de Joffe evoca la de Alice Neel, con la que se unión para un espectáculo de arte como también con Joni Mitchell, la cantante, compositora y artista figurativa canadiense. Este grupo de artistas son conocidas por los mensajes feministas de su obra. 

## Exposiciones y colecciones
La obra de Chantal Joffe se ha expuesto internacionalmente en muchas ocasiones. Ha tenido exposiciones exclusivas en Londres, Milán, Venecia, París, Nueva York, Helsinki y Bolonia. Su trabajo también ha formado parte de numerosas exposiciones colectivas.
En 2002  participó en una exposición titulada The Bold and the Beautiful, que tuvo lugar en The Pavillions, Parque Mile End Park de Londres. Esta exposición supuso la primera vez en que Chantal, su madre Daryll Joffe, y su hermano Jasper Joffe aparecieron juntos en una exposición colectiva.
Gane el premio Charles Wollaston, dotado con £25.000, en la Exposición estival de la Royal Academy, en atención al "trabajo más señalado de la exposición". La pintura ganadora era Blond Girl - Black Dress (Chica Rubia – Vestido Negro). Los jueces alabaron la pintura como "una pintura sorprendente y con mucha fuerza ... no hubo duda alguna sobre la ganadora, la decisión se adoptó unánimemente."
Joffe ha aparecido en numerosas exposiciones en el Museo judío de Nueva York, incluyendo Using Walls, Floors, and Ceilings: Chantal Joffe en 2015 y Scenes from the Collection en 2019.
Algunas otras exposiciones colectivas de las que ha formado parte:
- National Portrait Award Exhibition en la National Portrait Gallery de Londres (1992 y 1993).
- New Contemporaries en la Tate Liverpool (1996)
- Big Girl, Little Girl en la Galería Colectiva en Edimburgo (1996)
- British Portrait 1 en Studio d'Arte Raffaelli en Trento, Italia (1999)
- Europe: different perspective on Paintings at Museo Michetti en Francavilla al Mare, Italia (2000)
- The Way I See It en la Galerie Jennifer Flay en París (2001)
- The Galleries Show 2002: Contermporary Art en Londres en la Royal Academy of Arts  (2002)
- John Moores 22 en la Walker Art Gallery en Liverpool (2002)
- London Calling en la Galleri KB en Oslo (2005)
- DRAW en el Middlesbrough Institute of Modern Art  (2007)
- British Subjects: Identity and Self-Fashioning 1967-2009 en el Museo Neuberger de Arte de Nueva York (2009)

Se puede encontrar obra de Joffe en las colecciones de la Saatchi Gallery (Londres, Inglaterra),
Museu Coleçâo Berardo (Lisboa, Portugal), Museo Arte Contemporanea Isernia (Isernia, Italia), Museo d'Arte Classica (Zola Predosa, Italia), el Museo judío de Nueva York (Nueva York, EE. UU.), y en The West Collection (Oaks, Pensilvania). Sus representantes son la Victoria Miro Gallery de Londres y la Galleria Monica De Cardenas en Milán y Zuoz.

## Premios
Joffe ha recibido numerosos reconocimientos y premios, incluyendo:
- Nat West 90's Prize for Art; John Kinross Memorial Scholarship (1991)
- Elizabeth Greenshields Award; Paris Studio Award, Royal College of Art (1993)
- Delfina Studio Trust Award (1994–1996)
- Abbey Scholarship, the British School en Roma (1998–1999)
- El premio Wollaston de la Exposición estival de la Royal Academy of Arts (2006)